# Willy Frank
Pour les articles homonymes, voir Frank.
Willy Frank, né le 9 février 1903 à Ratisbonne et mort le 9 juin 1989 à Munich, était un ingénieur et dentiste allemand. En tant que national-socialiste et SS, il participa à la sélection (de) de plus de 6 000 prisonniers au camp de concentration d'Auschwitz. Pour cela, il fut condamné à sept ans de prison.

## Biographie
Après un cursus scolaire régulier, Willy Frank obtint son baccalauréat en 1923. Il étudia ensuite l'ingénierie à l'Université technique de Munich. En 1923, il s'engagea dans le Corps Ratisbonia et fit ses preuves en tant que consenior. En 1927, il réussit l'examen d'ingénieur diplômé. Après quatre ans d'exercice, il changea d'orientation. À Munich, il étudia avec succès la dentisterie de 1931 à 1933. Après avoir été assistant, il ouvrit un cabinet dentaire à Stuttgart-Bad Cannstatt en 1935. En 1936, il obtint son doctorat à Munich.

### National-socialisme
Membre du Freikorps Epp à partir de 1920, il prit part à la répression de l'insurrection de la Ruhr. Il rejoignit le NSDAP en 1922 en fondant le groupe local de Ratisbonne et participa l'année suivante au putsch manqué de Hitler à Munich. Il devint ensuite membre du NSKK en 1933 et de la SS en 1936. Dans ce cadre, il se proposa comme médecin-chef de section SS à Stuttgart. Le chevron d'honneur de la vieille garde lui fut décerné. En 1940, il se porta volontaire pour intégrer la Waffen-SS. Formé avec la division SS « Germania », il a combattu avec la division SS « Wiking » sur le front de l'Est jusqu'en janvier 1942. Il a ensuite servi dans les hôpitaux SS de Dachau, Minsk et Wewelsburg .
À partir de février 1943, il servit comme dentiste adjoint au camp de concentration d'Auschwitz et, à la mi-juillet 1943, succéda à Karl-Heinz Teuber au poste de dentiste en chef du camp. Il participa à la sélection (de) de plus de 6 000 prisonniers. D'août à novembre 1944, il fut dentiste en chef au camp de concentration de Dachau. Il fut promu SS-Hauptsturmführer en 1944.

### Après-guerre
Après avoir servi en Hongrie au sein de la division SS Totenkopf durant les derniers mois de la guerre, probablement comme dentiste de troupe, il fut fait prisonnier par les Américains après la fin de la guerre, puis libéré en janvier 1947. Par la suite, il fut classé comme « compagnon de route » par la Spruchkammer de Munich dans le cadre du processus de dénazification et reprit ensuite son activité de dentiste dans son cabinet de Stuttgart. Il fut arrêté lors du procès d'Auschwitz, le juge de Francfort-sur-le-Main condamna Frank à sept ans de prison en 1965 pour complicité de meurtre. Il était accusé d' avoir sélectionné plus de 6 000 prisonniers pour la chambre à gaz. Frank renonça à son autorisation d'exercer la dentisterie en 1969, après que l'Association dentaire du Land de Bade-Wurtemberg eut déjà envisagé une procédure disciplinaire en 1961. Son fils ferma le cabinet qu'il avait maintenu pendant son absence. Après sa libération de prison en 1970, il travailla comme représentant pharmaceutique.